# Eltanin (gwiazda)
Eltanin (Gamma Draconis, γ Dra) – najjaśniejsza gwiazda w gwiazdozbiorze Smoka.

## Nazwa
Gwiazda nosi tradycyjną nazwę Eltanin, wywodzącą się od arabskiego ‏الراس التنين‎ Al Rās al Tinnīn, oznaczającego głowę Smoka. Nazwa bywała zapisywana też jako Ettanin, Etannin, Etanim i Etamin. Międzynarodowa Unia Astronomiczna w 2016 roku formalnie zatwierdziła użycie formy Eltanin dla określenia tej gwiazdy.

## Charakterystyka obserwacyjna
Eltanin ma obserwowaną wielkość gwiazdową równą 2,24m, a jego wielkość absolutna jest równa −1,13m. James Bradley obserwując tę gwiazdę w 1728 roku odkrył aberrację roczną światła, czym dowiódł istnienia ruchu Ziemi wokół Słońca.
Eltanin i Słońce zbliżają się w swoim ruchu wokół Centrum Galaktyki. Według obliczeń opartych na pomiarach sondy Hipparcos, za półtora miliona lat Eltanin znajdzie się bliżej niż 28 lat świetlnych od Słońca i w okresie od 1,33 do 2,03 miliona lat w przyszłości będzie najjaśniejszą (po Słońcu) gwiazdą ziemskiego nieba. Jej obserwowana wielkość gwiazdowa osiągnie −1,39m, co jest wartością podobną do obecnej jasności Syriusza. W czasie gdy Gamma Draconis osiągnie największą jasność widomą, Syriusz oddali się od Słońca na tyle, że jego jasność będzie mniejsza.

## Charakterystyka fizyczna
Jest to pomarańczowy olbrzym, należący do typu widmowego K5. Jego temperatura to około 4000 K, a jego jasność jest 600 razy większa niż jasność Słońca. Promień tej gwiazdy jest ok. 48 razy większy niż promień Słońca. Ma ona masę około 1,7 razy większą niż Słońce i jest na późniejszym etapie rozwoju.

### Gamma Draconis B
W odległości ok. 21 sekund kątowych od Eltanina znajduje się gwiazda o jasności 13,4m, Gamma Draconis B. Jest to prawdopodobnie czerwony karzeł i jest on silnym źródłem promieniowania rentgenowskiego. Nie wiadomo, czy gwiazdy te tworzą układ związany grawitacyjnie; gdyby się to potwierdziło, to odległość między składnikami wynosiłaby około 1000 au.
Eltanin ma pięć innych optycznych towarzyszek o wielkości około 11–13m.